# Baszarmal Sultani
Baszarmal Sultani (ur. 28 czerwca 1985) – afgański bokser, uczestnik Letnich Igrzysk Olimpijskich w 2004 roku w Atenach.
Sultani karierę rozpoczął w wieku 16 lat. Jest Mistrzem Afganistanu w boksie. W maju 2004 roku uzyskał kwalifikację olimpijską. 15 sierpnia 2004 roku wystąpił na igrzyskach, lecz przegrał w pojedynku z egipskim bokserem, Mohamedem Hikalem, który w 2000 roku na olimpiadzie w Sydney awansował do 1/4 finału. Sultani przegrał z nim 12:40.
Baszarmal Sultani studiował literaturoznawstwo na uniwersytecie w Kabulu.